# IBM Lotus SmartSuite
Lotus SmartSuite — пакет офисных программ компании IBM Lotus Software, входящей в группу компаний IBM Software Group.

## Компоненты
В состав пакета входят следующие приложения:
- Lotus Word Pro — текстовый процессор (до середины 1990-х гг., то есть до приобретения компанией Lotus и включения в пакет, назывался Ami Pro) — .lwp
- Lotus 1-2-3 — электронная таблица — .123, .wk1, .wk3, .wk4
- Lotus Freelance Graphics — программа подготовки презентаций — .prz
- Lotus Approach — программа создания и управления базами данных — .apr (ввод данных и отчёты), .dbf (базы данных)
- Lotus Organizer — личный информационный менеджер — .org .or2 .or3
- Lotus SmartCenter — панель инструментов, обеспечивающая быстрый доступ к программам, календарю, интернет-закладкам и другим ресурсам
- Lotus FastSite — программа для веб-дизайна — .htm
- Lotus ScreenCam — запись экранных действий для демо-роликов и обучающих роликов — .scm, .exe, .wav